# Satrapie Jamaillia
De Satrapie Jamaillia is een fictief rijk in de wereld Rijk van de Ouderlingen uit de boeken van Robin Hobb.

Jamaillia speelt vooral in De boeken van de Levende Schepen een belangrijke rol.

## Geografie
De gelijknamige hoofdstad van Jamaillia ligt waarschijnlijk tegen de evenaar van een bolvormige wereld. Hier zetelt de erfgenaar van de Pareltroon.
Het rijk strekt zich uit tot Beijerstad in het noorden, en verder zuidwaarts.

De satraap van Jamaillia in de boeken van de levende schepen is de onbekwame en genotszuchtige Cosgo.

## Geschiedenis
Over Jamaillia's geschiedenis wordt weinig gezegd, behalve dat de Pareltroon van de satrapie al generaties lang wordt bezeten. Jamaillia is het centrum van alle cultuur, muziek en politiek volgens de zuidelijke staten, en veel andere steden zijn vanuit Jamaillia bevolkt.

Dieven en criminelen vonden hun onderkomen op de Pirateneilanden. Ander uitschot vestigde zich eerst aan de Wilde Regenrivier, en vervolgens in Beijerstad.